# Fendlera rupicola
Fendlera rupicola är en hortensiaväxtart som beskrevs av Asa Gray. Fendlera rupicola ingår i släktet Fendlera och familjen hortensiaväxter. Utöver nominatformen finns också underarten F. r. rupicola.

## Bildgalleri

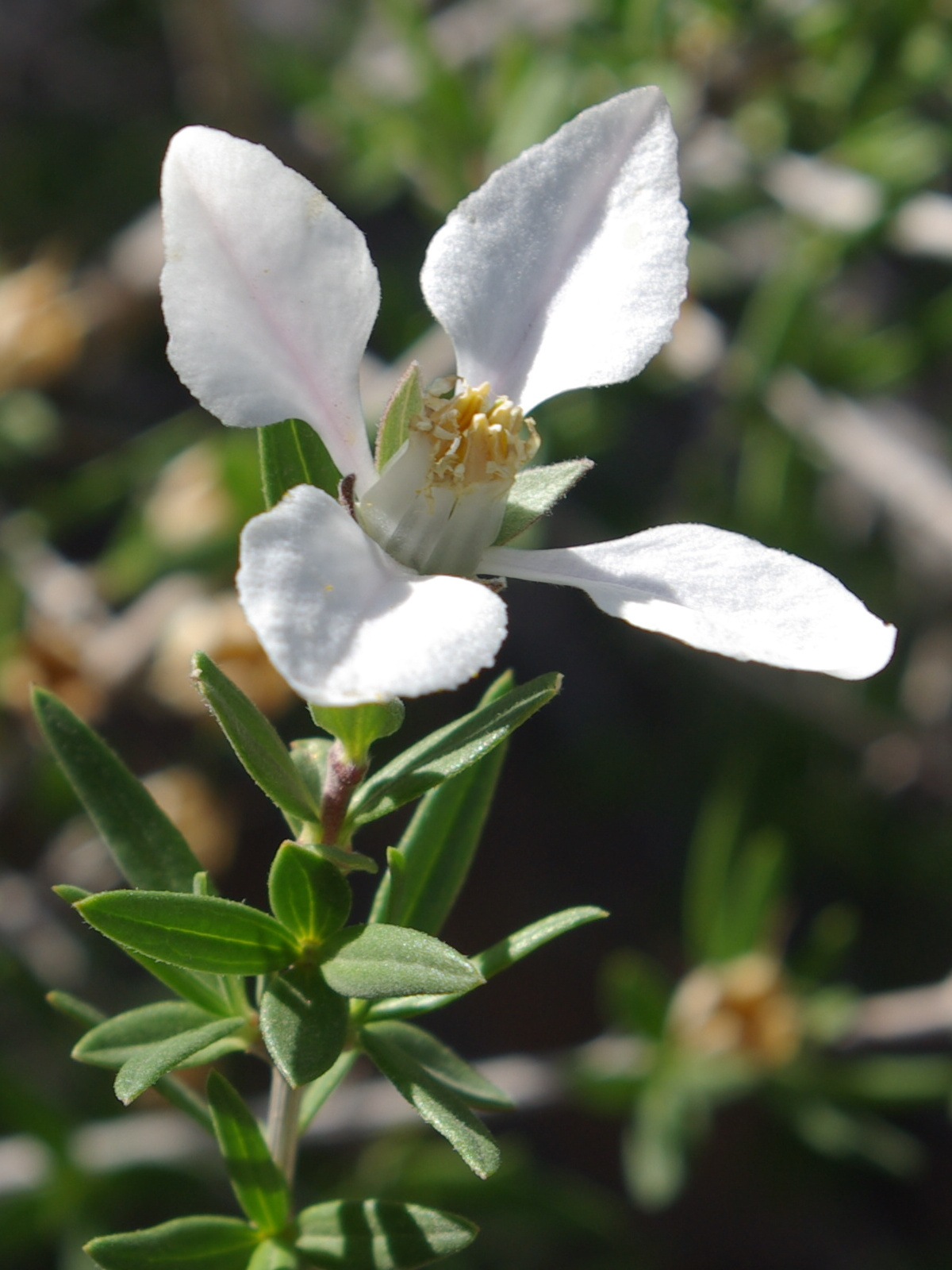